# Bruno Bianchi (lekkoatleta)
Bruno Bianchi (ur. 8 lutego 1939 w Genui) – włoski lekkoatleta, sprinter.
Specjalizował się w biegu na 400 metrów. Wystąpił w sztafecie 4 × 400 metrów na igrzyskach olimpijskich w 1964 w Tokio, ale włoska sztafeta w składzie: Bianchi, Salvatore Morale, Roberto Frinolli i Sergio Bello odpadła w eliminacjach.

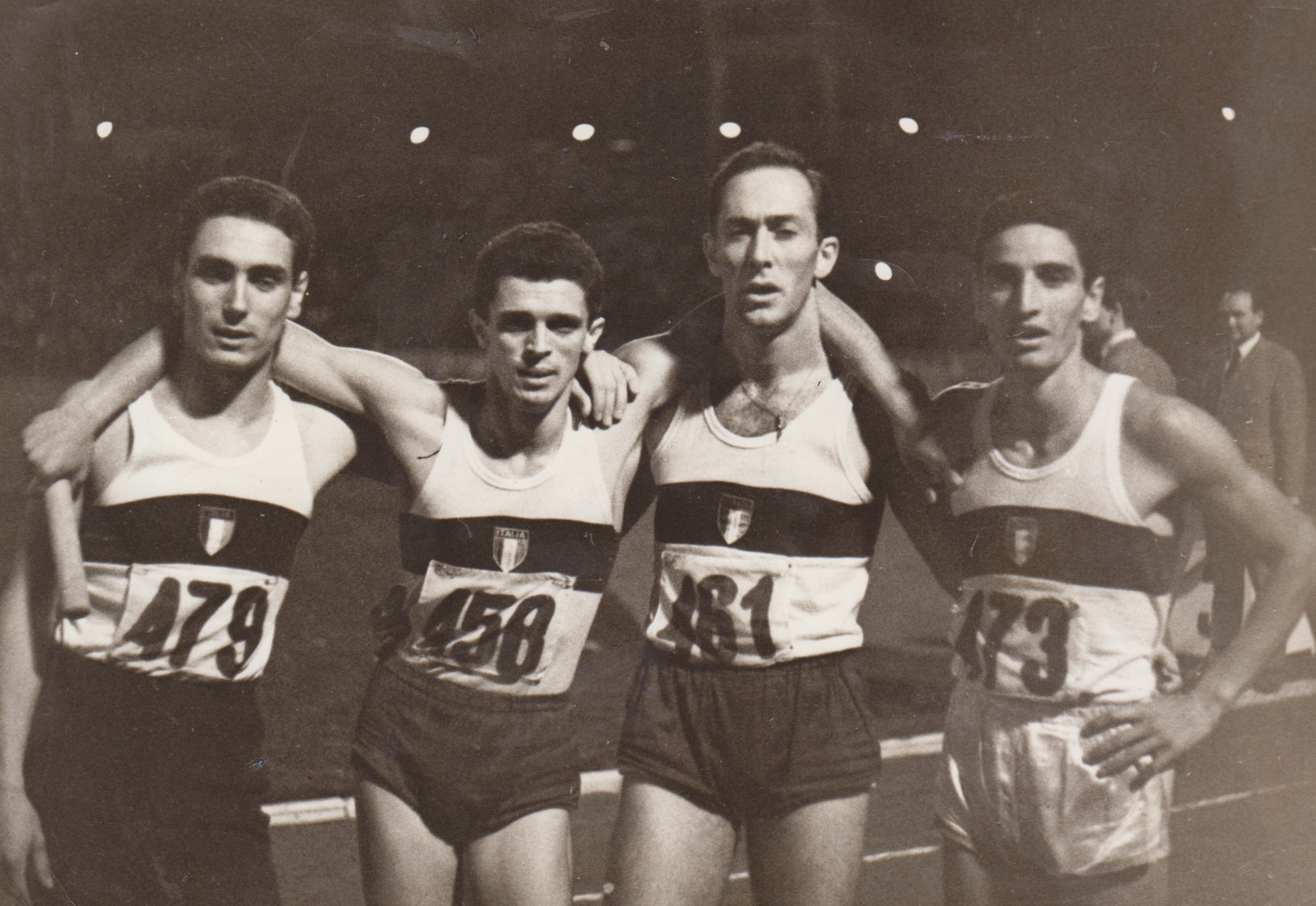

Zdobył złoty medal w sztafecie 4 × 400 metrów na uniwersjadzie w 1965 w Budapeszcie (wraz z nim biegli w sztafecie Gian Paolo Iraldo, Frinolli i Bello).
Na pierwszych europejskich igrzyskach halowych w 1966 w Dortmundzie Bianchi zdobył srebrny medal w sztafecie szwedzkiej 4+3+2+1 okrążenie (Włosi biegli w składzie: Bianchi, Bello, Sergio Ottolina i Ippolito Giani). Na mistrzostwach Europy w 1966 w Budapeszcie zajął 6. miejsce w sztafecie 4 × 400 metrów (w składzie: Bianchi, Frinolli, Furio Fusi i Bello). Odpadł w eliminacjach sztafety 4 × 2 okrążenia (w składzie: Giani, Frinolli, Bianchi i Bello) na europejskich igrzyskach halowych w 1967 w Pradze.
W 1980 został mistrzem Europy weteranów w biegu na 200 metrów i biegu na 400 metrów w kategorii powyżej 40 lat.
Bianchi był mistrzem Włoch w biegu na 400 metrów w 1964, w sztafecie 4 × 100 metrów w 1963 i 1968, w sztafecie 4 × 200 metrów w 1971 oraz w sztafecie 4 × 400 metrów w latach 1962–1971. W hali był mistrzem w biegu na 400 metrów w 1970 i 1971.
Trzykrotnie poprawiał rekord Włoch w sztafecie 4 × 400 metrów do wyniku 3:05,8, osiągniętego 21 lipca 1968 w Brescii.